# Татуировка

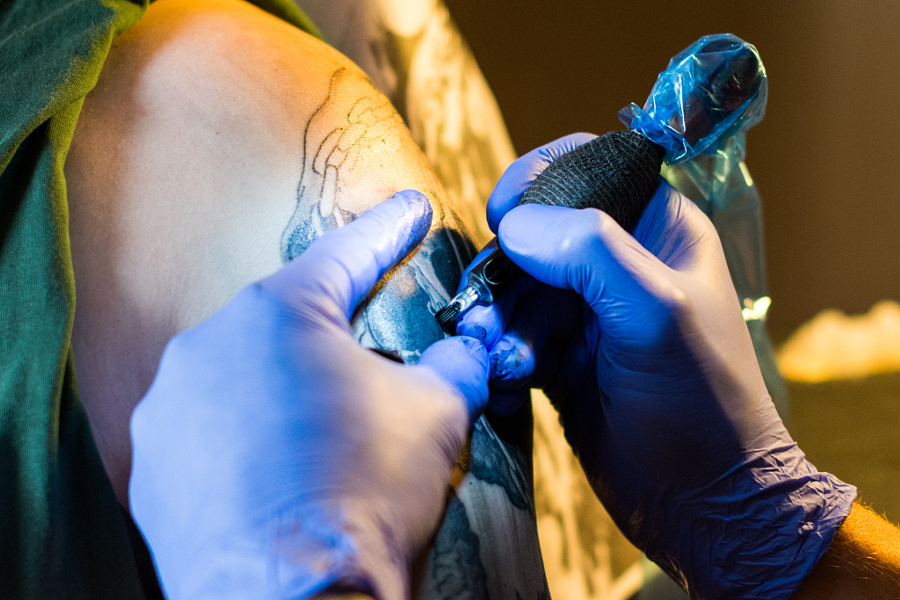
Процесс нанесения татуировки

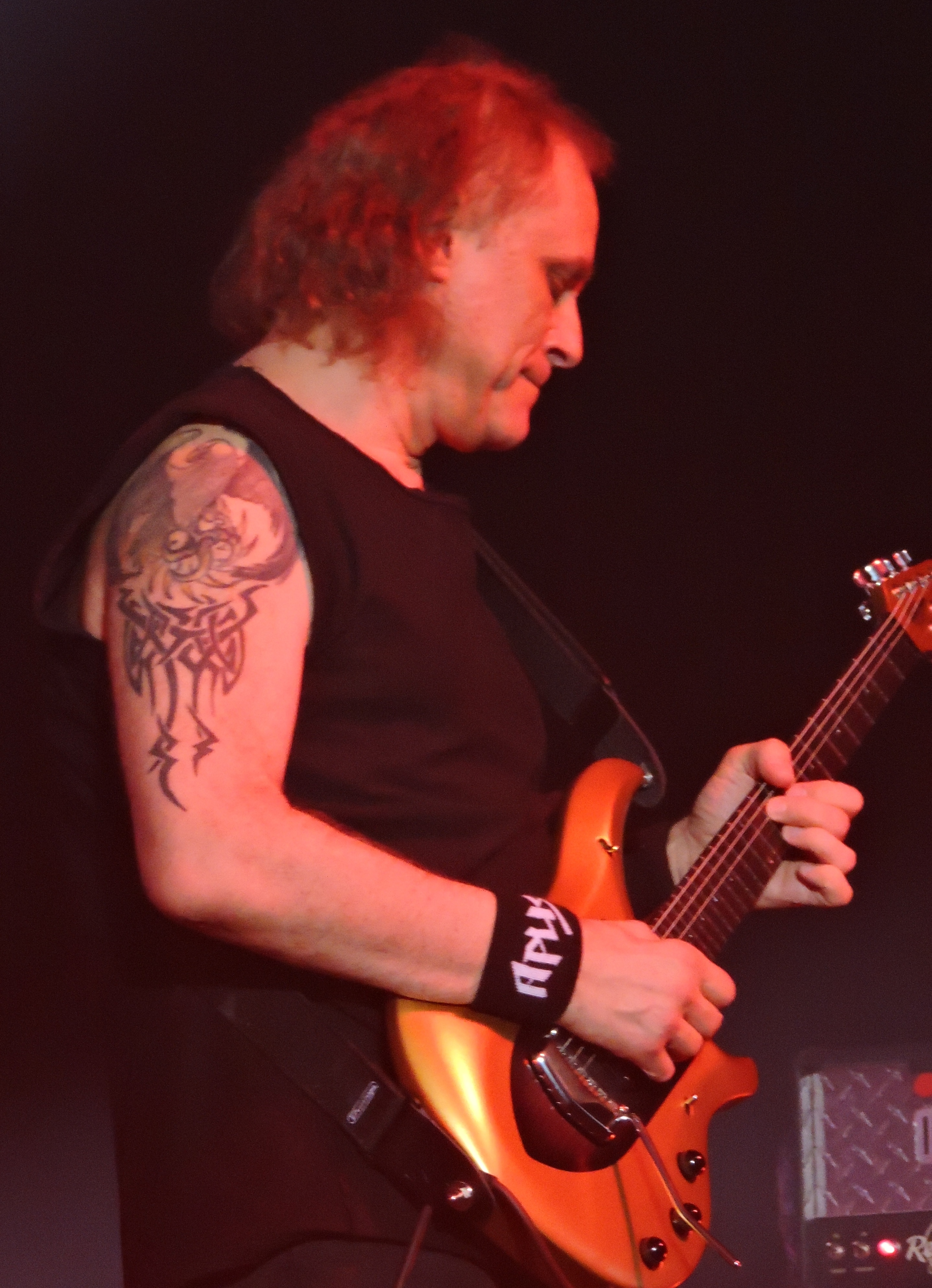
Рок-музыканты предпочитают украшать себя татуировками (на фото — Владимир Холстинин из группы «Ария»)

Татуиро́вка (разг. тату́, жарг. нако́лка, через фр. tаtоuеr, от таит. tаtаu) — процесс нанесения перманентного (стойкого, постоянного) рисунка на тело, выполняемого методом местного травмирования кожного покрова с внесением в дерму красящего пигмента; сами узоры на теле, сделанные таким способом. 
Процесс относится к декоративным модификациям тела. Как правило, татуировка и её вид определяются самим заказчиком, либо условиями быта и социума. У дописьменных обществ татуировки имели важнейшее значение, передавая информацию о социальном статусе носителя и его индивидуальных особенностях. Человека, наносящего татуировку, называют «татуировщиком» («мастером татуировки», «тату-мастером», «тату-художником», «тату-артистом», жарг. «кольщиком»). Для нанесения татуировок выпускается профессиональное техническое оборудование, в частности индукционная машинка и (или) роторная машинка.
Самый «татуированный» в мире человек — Лаки Даймонд Рич: его тело полностью покрыто татуировками, включая мочки и внутри ушей, кожу между пальцев, веки и крайнюю плоть.

## Происхождение и история термина

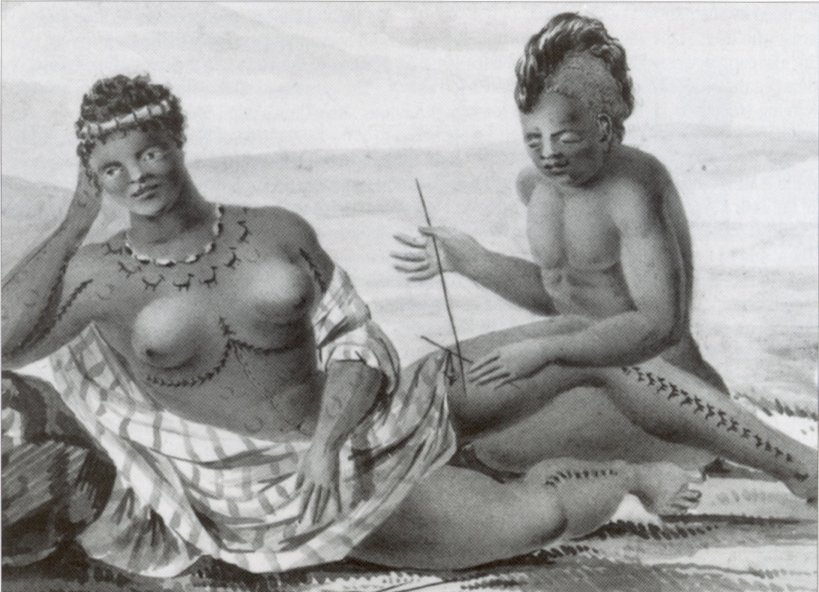
Татуирование на Гавайских островах. Рис. Жака Этьена Араго, 1819 г.

«Татуировать» — глагол, заимствованный из фр. tatouer и происходящий из полинезийских языков. Таитянское слово tatau имеет значение «рисунок на человеческой коже».
В английский язык это слово ввёл выдающийся английский путешественник Джеймс Кук. Он употребил его в отчёте о путешествии вокруг света, опубликованном в 1773 году. Используемые до Кука понятия, иногда заимствованные из жаргона и сленга различных общественных групп, определяли татуировку в общей массе техник непосредственного украшения и обозначения человеческого тела. Постепенно термин «татуировать» распространился в языках Европы, заполняя нишу в лексике точным обозначением предмета, о котором идёт речь. 
Перечень наиболее любопытных обозначений татуировки, которые в прошлом применялись на территории Западной Европы: signum и stigma — эти слова известны из литературы Древнего Рима; слово stygmat встречается в Библии — например, в Вульгате или в изданной Лютером в 1534 году и означает «язва», то есть «рана»; grafism — у Дж. Казановы; hieroglif — так писал в «Свадьба Фигаро» Бомарше. Слова «знак», «отпечаток» встречаются в романе «Отверженные» В. Гюго. Кроме этих терминов, вплоть до конца XVIII века на территории Западной Европы достаточно широко употреблялось названия «вырезанный рисунок» и французский термин piquage, автором которого был маркиз де Монкальм, лично знакомый с обычаями тогдашних индейцев Канады. Вообще, на европейском континенте татуированных чаще всего обозначали словом «раскрашенный» либо «отмеченный пунктиром». Голландцы называли процесс татуирования prikschildern или stechmalen, что в переводе означает «рисование накалыванием». Англичане употребляли слова punctures и punctation, испанцы — pintados.
После Кука термин «татуировка» был принят не сразу в качестве главенствующего по отношению к одному и тому же способу украшения тела, у различных народов земного шара. Поначалу слово «татуировка» связывалось именно с процедурой, выполняемой на Таити.
Использование слова «татуировка» (фр. tatouage) как общего обозначения процедуры у разных народов разных времён может быть прослежено к «Словарю медицины», подготовленному бельгийцем Пьером Нистеном в 1856 году. Затем Эмиль Литтре ввёл его в знаменитый «Словарь французского языка».

## Сферы современного использования
- Татуировка нередко используется преступными группами («воры в законе», мара сальватруча, якудза и так далее) как метод идентификации внутри иерархии.
- Распространена среди молодёжных групп и течений, способствуя самовыражению.
- Татуировка — это разновидность боди-арта, то есть вид авангардного искусства.
- Татуировка используется правоохранительными органами как особая примета для поиска преступника.
- Нередко используется для идентификации (опознания) трупов в ходе судебно-медицинских расследований.

## История

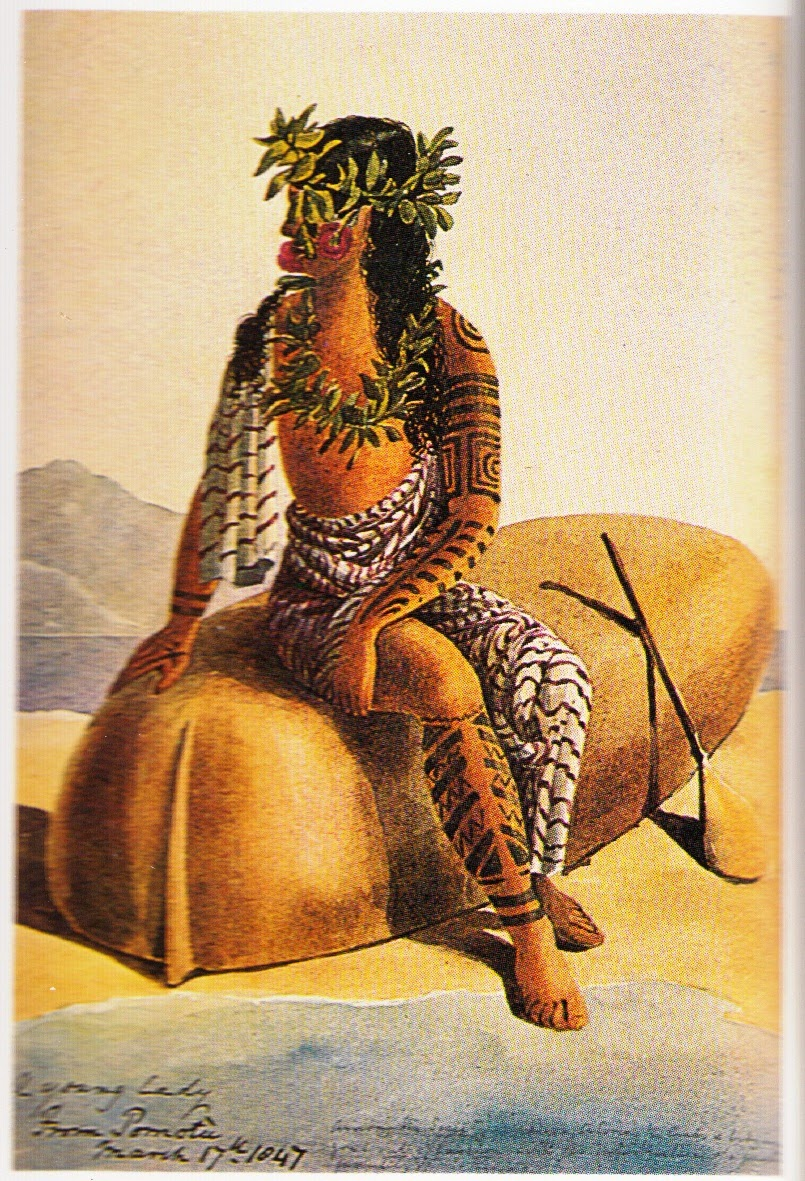
Девушка с островов Туамоту. Худ. Генри Бим Мартин (1847)

С уверенностью можно утверждать, что практика татуирования является самобытной и не была позаимствована у других биологических видов методом имитативного поведения — по крайней мере, свидетельств о сознательном членовредительстве и нанесении себе шрамов как способ «украшения» тела у животных и иных представителей фауны не обнаружено.
Целенаправленное нанесение себе узоров из тонких продолговатых шрамов с вкраплением в свежую рану измельчённых инородных красителей (вроде золы священного очага) и без таковых, по всей вероятности, является первобытной формой искусства, сопровождающего человеческую цивилизацию с доисторических времён, что подтверждается раскопками и результатами анализа останков древних людей. Татуировка являлась не только украшением, но и знаком племени, рода, социальной принадлежности. Древние также полагали, что магическая сила татуировки защитит их от злых духов. 
Среди древнейших антропологических свидетельств татуировки — мумия замёрзшего мужчины возрастом 5300 лет, обнаруженная в Альпах, и (менее надёжное) изображение тонких усов на верхней губе мужчины культуры чинчорро (возраст этой мумии оценивается в 6300 лет). Геродот и другие античные авторы сообщают о широком распространении татуирования у фракийцев и кельтов. 
По наблюдению Марии Медниковой, у дописьменных обществ татуирование (как способ закрепления и передачи определённой информации) почти всегда несло позитивные коннотации, тогда как у письменных — негативные. Так, древние греки и римляне не одобряли татуирования, считая искажение природного человеческого облика варварским обычаем; нанесение на тело каких-либо знаков (например, клеймение преступников и рабов) воспринималось как наказание, кара. Спорным остаётся вопрос, наносили ли какие-либо знаки на своё тело ранние христиане.
В Новое и Новейшее время татуировка была распространена среди народов с достаточно светлой кожей, особенно в Полинезии. Старейший набор для татуировок, найденный на острове Тонгатапу в 1963 году, датируется VII веком до н. э. У темнокожих народов аналогичную функцию выполняло рубцевание / скарификация / шрамирование, а также пирсинг. Первые татуировки (скарификация) обычно наносились во время ритуалов инициации, чтобы служить показателем зрелости носителя.

### На территории России
Следы замысловатых татуировок сохранились на коже «принцессы Укока» и других представителей пазырыкской культуры (не ранее V в. до н. э.). Обычно на ногах находят татуировки рыб, змей и иных холоднокровных животных (представителей «нижнего мира»), а на верхней части тела — изображения благородных (священных) животных и солярные символы. Изображения принадлежат к традиции степного «звериного стиля». Например, на левом плече молодого охотника из пазырыкского могильника Верх-Кальджин-2 сажей было наколото «фантастическое копытное животное, как бы перекинутое через плечо». 

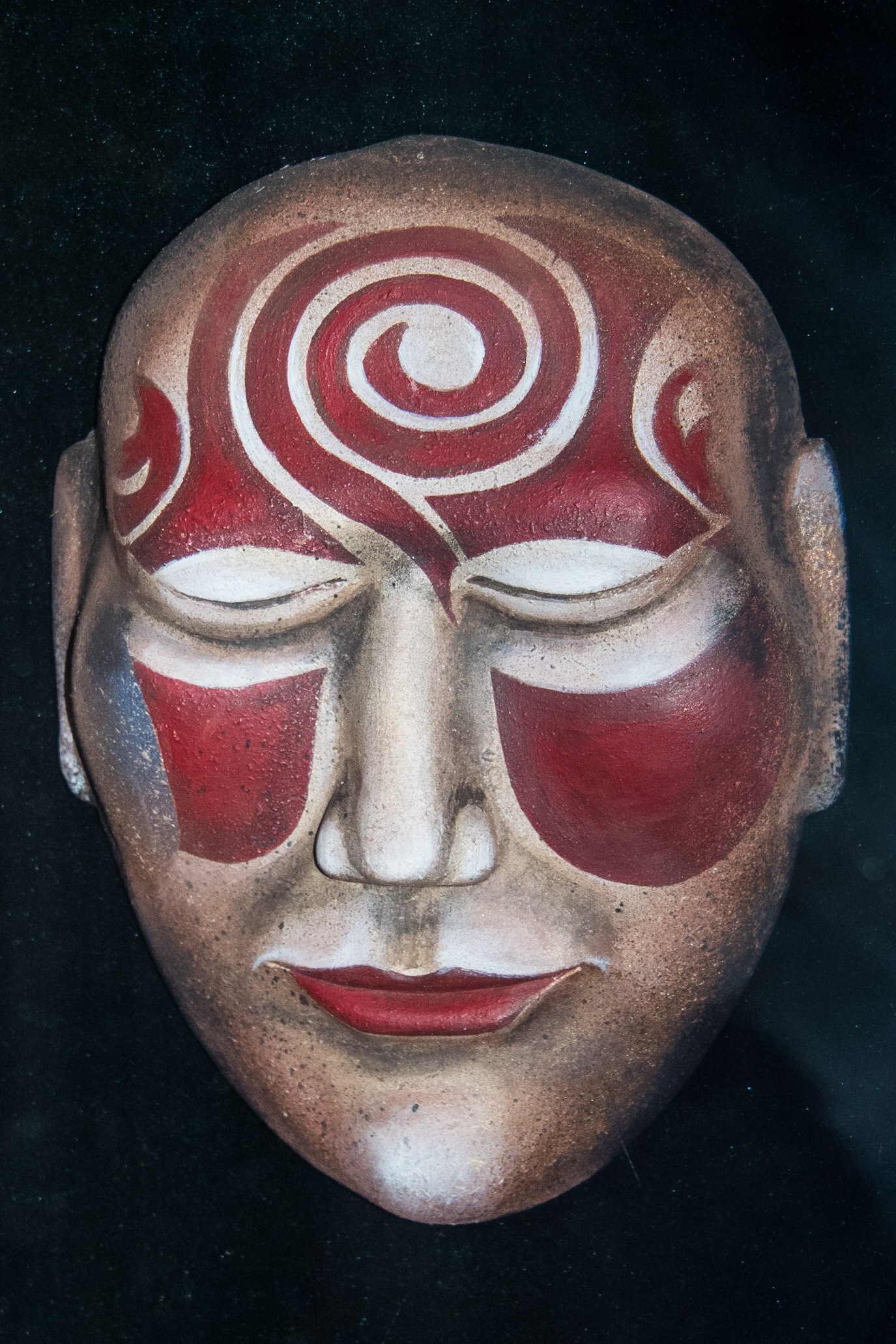
Реконструкция таштыкской погребальной маски

Также на татуирование лица указывают погребальные маски европеоидов тагарской и сменившей её таштыкской культуры, которые населяли Южную Сибирь в начале нашей эры, причём орнаменты на этих масках имеют сходство с татуировками таримских мумий, обнаруженных южнее, на территории современного Китая. В китайских письменных источниках отмечено наличие татуировок у енисейских кыргызов VI—X веков: «Храбрые воины наносят татуировки на руки, а женщины при выходе замуж — на шею». Вероятно, татуировали себя и скифы Восточной Европы (мумии которых, правда, не сохранились).
Традиции татуировки зафиксированы исследователями у многих групп северных тунгусов, в связи с чем в литературе позднего Средневековья эвенки и эвены получили эпитет «шитолицые». Первое свидетельство о «шитолицых тунгусах» было представлено Д. Г. Мессершмидтом. По мнению И. Г. Георги, в прошлом татуировка наносилась тунгусским воинам. М. Д. Соловьева обоснованно предположила, что татуировка была свидетельством социального статуса обладателя. В монографии А. Н. Варламова, посвящённой истории эвенков, собраны документальные свидетельства о традициях татуировки эвенков и представлены образцы из изданий и архивных фондов.
Арабский путешественник Ибн Фадлан в 920—921 годах сообщает о викингах (варягах, или русах), встреченных им в Поволжье: «Я видел русов, когда они прибыли по своим торговым делам и расположились у реки Атыл. … И от края ногтей кого-либо из них до его шеи — это всё зелёное: деревья, изображения и тому подобное». По мнению А. П. Ковалевского, Ибн Фадлан описал тогда именно татуировки. 
Славянам традиции нанесения изображений на тело не были свойственны. Первые татуировки появляются у отдельных русских матросов лишь в начале XX века (причём татуировка была ими заимствована у иностранных матросов), а как массовое явление татуировка не существовала до момента рождения преступных сообществ. В послевоенном СССР наколка указывала на принадлежность к изолированной группе (как правило, мужчин), то есть имела в основном матросский, арестантский, армейский и политический характер (см. ниже «Наколки заключённых»). 
Мода на татуирование пришла в Россию с Запада в годы перестройки. В XXI веке на территории России создаются и проводятся тату-конвенции и фестивали. Впервые такой фестиваль прошёл в Санкт-Петербурге в 2003 году.

## Региональные особенности

### Татуировки маори

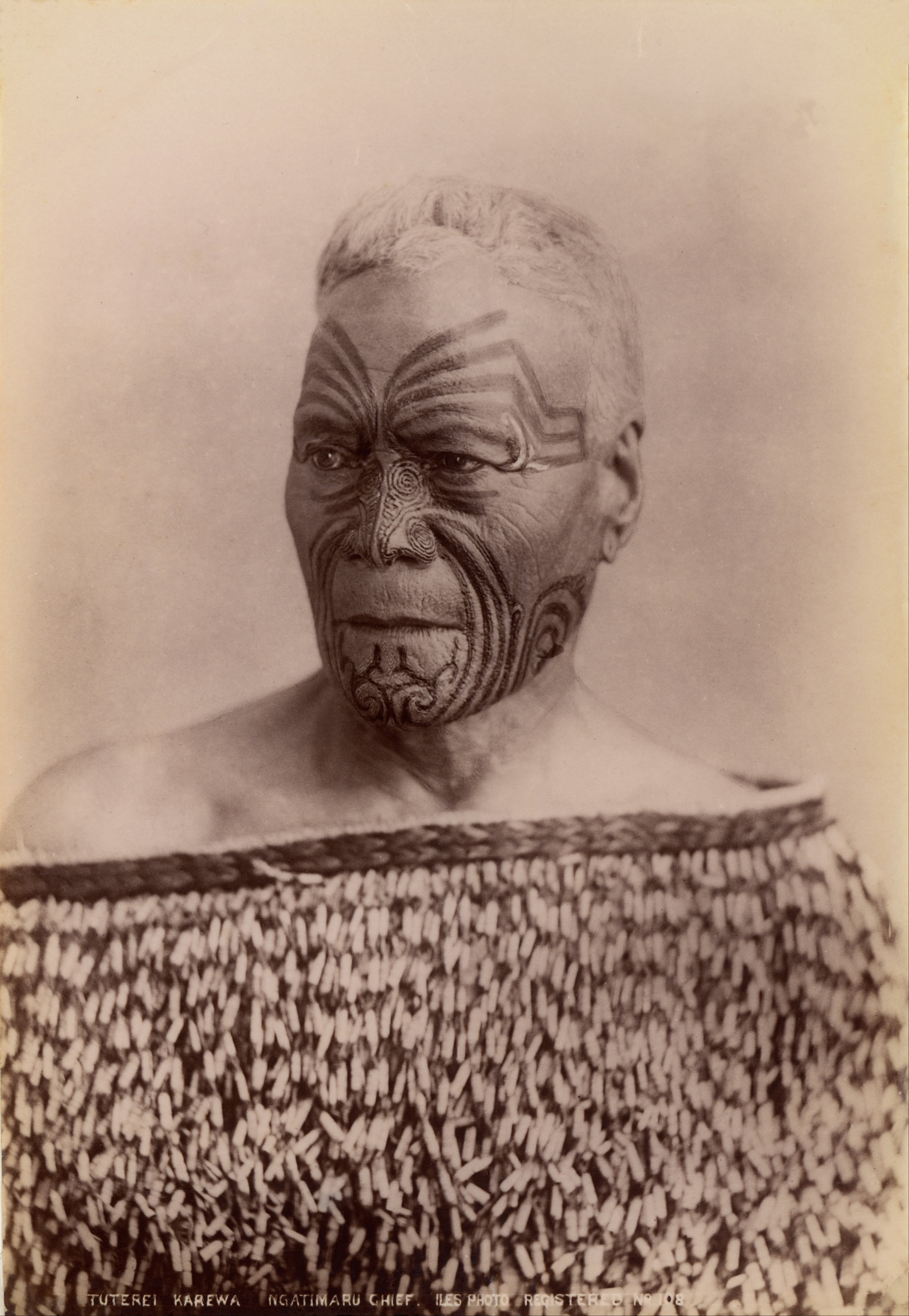
Вождь народа маори Тутуреи Карева, конец XIX — начало XX веков

У народа маори, проживающего в Новой Зеландии, искусство татуирования — сакральный обряд. Способ нанесения татуировки маори отличается от обычного надрезанием кожи особым зубилом вместо протыкания иглой. Мотивы та-моко — спиральные линии, покрывавшие лица, ягодицы и ноги мужчин-маори. Женщины делают татуировку на губах, подбородке.

### Японские татуировки

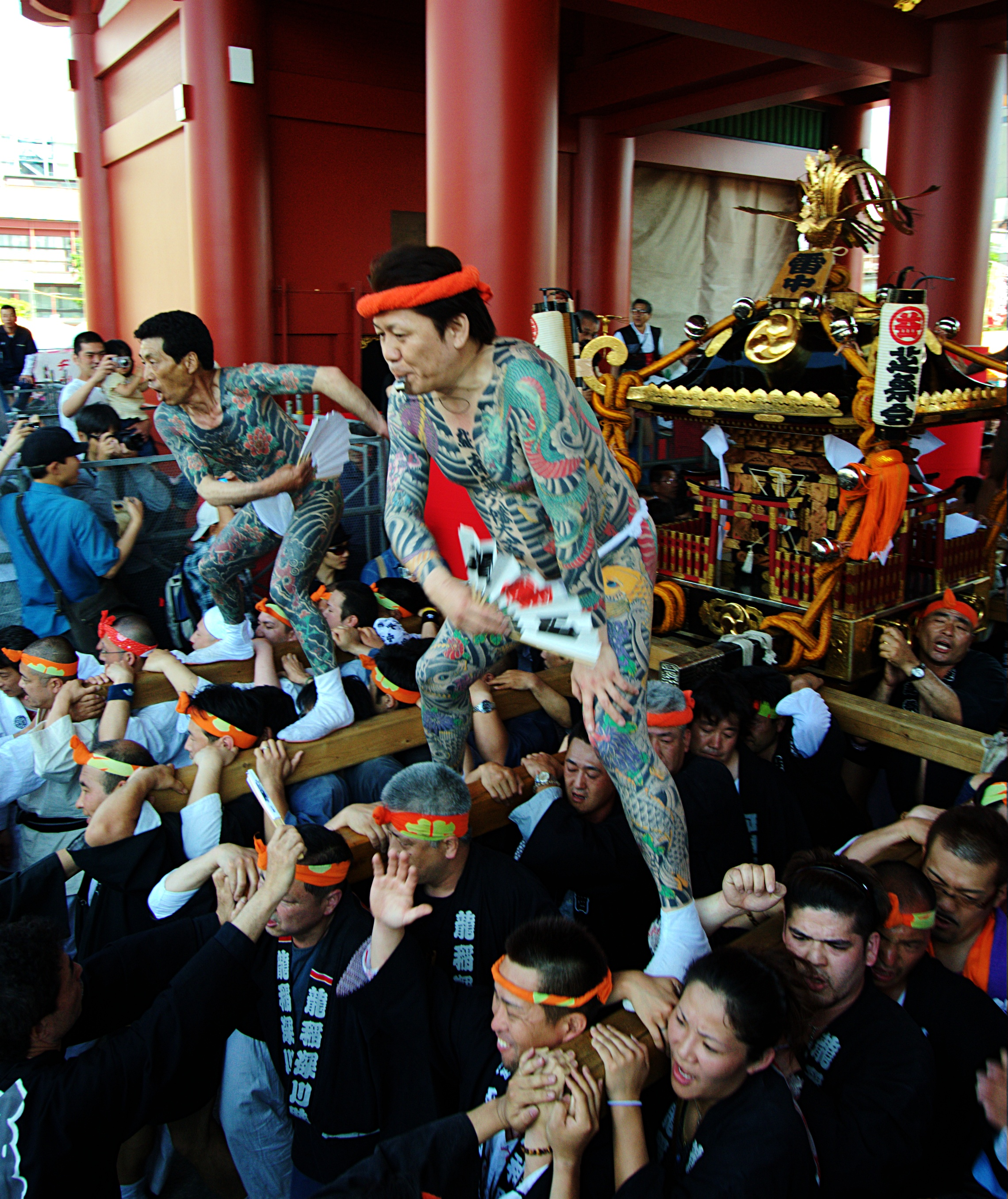
Члены якудза часто принимают участие в местных синтоистских фестивалях, таких как Сандзя-мацури в Храме Асакуса, где они несут священный паланкин Микоси по улицам, с гордостью демонстрируя свои сложные татуировки на всё тело. В Японии членам якудза запрещено демонстрировать татуировки на публике за исключением фестивалей.

Татуировки были распространены в Японии дописьменного периода и позднее ассоциировались с коренным народом айнов. В историческое время татуирование воспринималось японским обществом неодобрительно: человек с татуировкой был персоной нон грата, его не пускали в баню, старались изолировать. При сёгунате Токугава татуировка стала символом японского преступного мира: на теле преступников татуировки делались обычно на видном месте и могли даже рассказать, в какой тюрьме они отбывали наказание. 
Якудза уже в течение столетий используют обширные татуировки как знак принадлежности к какой-либо группе, а также чтобы обозначить своё положение в группе. Кроме того, при вступлении в якудза крестьяне и ремесленники получали новые, воинственно звучащие имена, такие как Тигр и журавль, Девять драконов, Ревущая буря и т. д., которые затем наносились в виде картин на спину или грудь. Японская классическая татуировка, унаследованная якудза, отличается красотой, разнообразием сюжетов и цветов и несёт в себе скрытый смысл, непонятный для непосвященных. Как правило, татуировки изображают легендарных героев либо религиозные сюжеты, которые могут перемежаться с цветами, пейзажами, символическими животными, такими как драконы и тигры, на фоне волн, облаков или лучей, и в движении, что делает их восприятие трёхмерным. Тематика японской татуировки изобилует разнообразными мотивами, которые можно разделить на четыре группы: флора, фауна, религиозные и мифологические мотивы, связанные с необыкновенными приключениями героев:
- Хризантема, некогда атрибут микадо, позже — символ настойчивости и решительности.
- Пион — символ богатства и успеха в жизни.
- Цветок сакуры — у которой лепестки опадают даже при легком дуновении точно так же безропотно, как и самурай отдает жизнь за своего господина — это символ времени и непрочности бытия.
- Лист клёна — несёт то же значение, что красная роза в Европе.
- Дракон — символизирует власть и силу, и одновременно объединяющий огонь и воду.
- Карп — символизирует мужество, отвагу, стоицизм.
- Тигр — символ бесстрашия.

Особое место занимают разнообразные морские и вообще водные мотивы, что объясняется просто: жизнь многих японцев тесно связана с морем. По этой причине в японской татуировке часто рядом с водными созданиями появляется мотив волны, служащий в качестве фона и выявления фактуры тела. Иногда он диктует стилистическое своеобразие. В японской татуировке нашла себе место также многочисленная группа народных героев, святых, самураев и монахов, куртизанок, гейш, актёров театра кабуки, борцов сумо.
Однако, несмотря на столь сильное клановое деление, мастера тату Японии продолжают выполнять заказы, передавая мастерство из поколения в поколение, вместе с неповторимым способом татуирования (традиционное искусство татуировки подразумевает канонический способ изготовления с использованием бамбука и семейных рецептов красителя)
Широко известны школы японских мастеров татуировки, студии и семейные кланы (Хоритоси, Хоритама, Ирэдзуми и иные).

### Наколки заключённых на постсоветском пространстве
В СССР уголовные наколки стали общественно признанным явлением тюремной среды. Поэтому в современных «русских» стилях тату синонимами татуировки служат слова, заимствованные из уголовного жаргона: партак, портачка, масть.  Коллекционированием изображений уголовных наколок занимался ленинградский тюремный надзиратель Данциг Балдаев. В книге «Татуировки» он писал о том, что этот своеобразный язык передаёт детальную информацию о статусе и прошлом татуированного, причём скрыть эту информацию для носителя невозможно. Пример: крестики на косточках пальцев символизируют количество отсидок.
Как ихитряются зэки в карцере, в тюрьме, накалываться? Ведь нужны иглы, краски. Я много раз видел и на спецу, и на пересылке, и во владимирке, как это делается. Выдирают из ботинка гвоздик, или на прогулке подберут кусок проволоки, заострят конец о камень — вот и игла. Чтобы сделать тушь, сжигают кусок черной резиновой подошвы от ботинка и золу разводят мочой.Анатолий Марченко, «Мои показания»

## Отношение религий к татуировке

### Иудаизм
В иудаизме отношение к татуировке является отрицательным. Основанием к этому является Библия (Лев. 19:28):
Ради умершего не делайте нарезов на теле вашем и не накалывайте на себе письмен. Я Господь (Бог ваш).
Маймонид, выдающийся еврейский философ и богослов — талмудист, раввин, врач и разносторонний учёный своей эпохи, кодификатор законов Торы, живший в XII веке, объяснял, что данное действие напоминает обычай идолопоклонников делать татуировки в знак покорности и «принадлежности» своему идолу, подобно тому, как хозяин клеймит свой скот, чтобы не перепутать его с чужим. И, как любой обычай идолопоклонников, данное действие запрещено для иудеев. Комментируя Тору, выдающийся еврейский мудрец XV века Сфорно писал о том, что уникальным и единственным знаком на теле иудея, олицетворяющим союз Бога с еврейским народом, является обрезание; какой-либо другой знак на теле ослабляет и обесценивает существующий уникальный знак. Раби Шимшон бар Рефаэль Гирш, выдающийся комментатор Писания, один из духовных лидеров евреев Европы, живший в XIX веке в Германии, в своем комментарии к Торе объяснял запрет на татуировки тем, что человек был создан по образу Всевышнего. Образ и подобие Бога означает то, что человеческое тело является совершенным и уникальным Его творением. В Мидраше сказано, что Авраам «определял» заповеди, вдумываясь в строение своего тела. Как написано в книге (Иов. 19:26): 
И в плоти своей вижу Бога
Строение человеческого тела «продумано» до мельчайших деталей и позволяет человеку выполнять своё предназначение с наибольшей пользой. Любое внешнее вмешательство, даже с целью «усовершенствовать», по сути, является нарушением уникального Божественного плана.

### Христианство

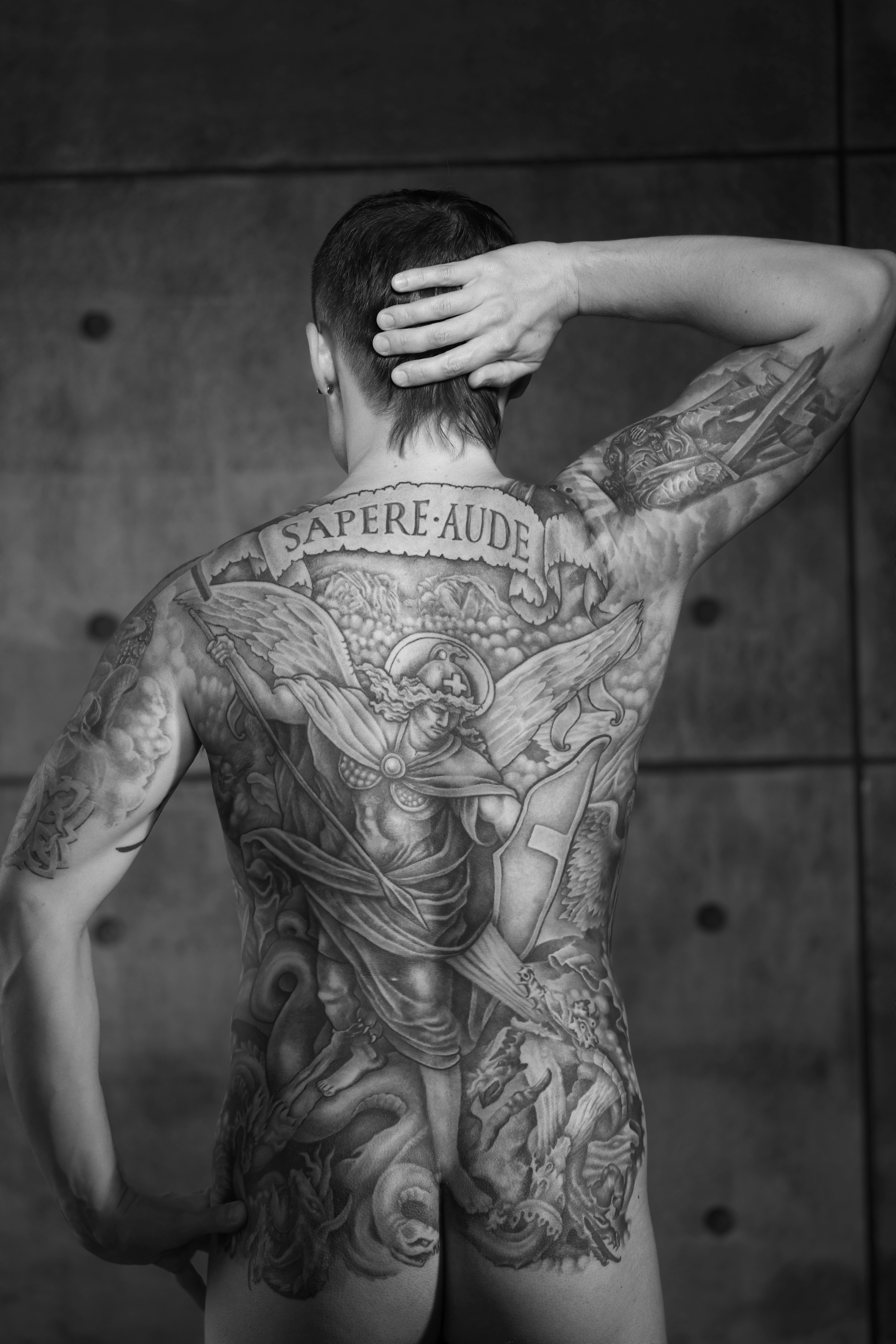
Религиозный мотив в татуировке. Сцена победы Михаила над драконом., надпись над татуировкой — изречение из Горация: «Sapere aude» — «Дерзай быть мудрым»

В христианстве не существует соборных канонов, запрещающих татуировку, однако отношение к ней является крайне негативным. Чаще всего запрет на татуировки обосновывают Библией. Упоминание в Библии татуировки можно обнаружить в отрывке, осуждающем ритуальные действия ради умерших (Лев. 19:28):
Ради умершего не делайте нарезов на теле вашем и не накалывайте на себе письмен. Я Господь (Бог ваш).
А. П. Лопухин в Толковой Библии, комментируя данный стих, пишет: «Запрещение некоторых суеверий, существовавших в культе и быте египтян и других народов, с которыми Израиль входил в такое или иное соприкосновение: 4) изуродование тела нарезами в честь умерших (ср. Втор. 14:1), в частности татуировка: то и другое было в большом употреблении у народов Востока, как остается доселе и у дикарей, например, на Каролинских островах (ср. Иер. 16:6, 41:5, 47:5; 3 Цар. 18:28)». Этот же запрет повторяется ещё раз в книге Левит (Лев. 21:5):
Они не должны брить головы своей и подстригать края бороды своей и делать нарезы на теле своём.
 Другое упоминание в Библии о татуировках в книге Второзаконие (Втор. 14:1):
Вы сыны Господа Бога вашего; не делайте нарезов на теле вашем и не выстригайте волос над глазами вашими по умершем.
Ефрем Сирин, объясняя данное место, писал о запрете для христиан на своём теле делать какими-либо красителями любые неизгладимые изображения (татуировки): «Повелевает и постановляет законом на телах своих не делать едкими составами неизгладимых начертаний, подобно тому, как делают Египтяне, на телах своих начертывая неизгладимые изображения богов своих».

### Ислам
В исламе (как и в иудаизме, и христианстве) запрещено делать татуировки. Нанесение татуировки входит в перечень мусульманских грехов. Обоснованиям для данного запрета служат авторитетные в исламе богословские толкования Корана: Тафсир аль-Куртуби, сделанный Абу Абдуллахом аль-Куртуби, и Рух аль-Баян, сделанный Исмаилом Хакки Бурсеви. В этих двух тафсирах объясняется значение запрета на «ваши» для мусульман; слово «ваши», употребленное в хадисах, подразумевает опускание иглы в краску и нанесение ей различных узоров, рисунков на любой из части тела. Запрет на «ваши» это категорический запрет на любую татуировку, даже религиозного содержания.

## Виды

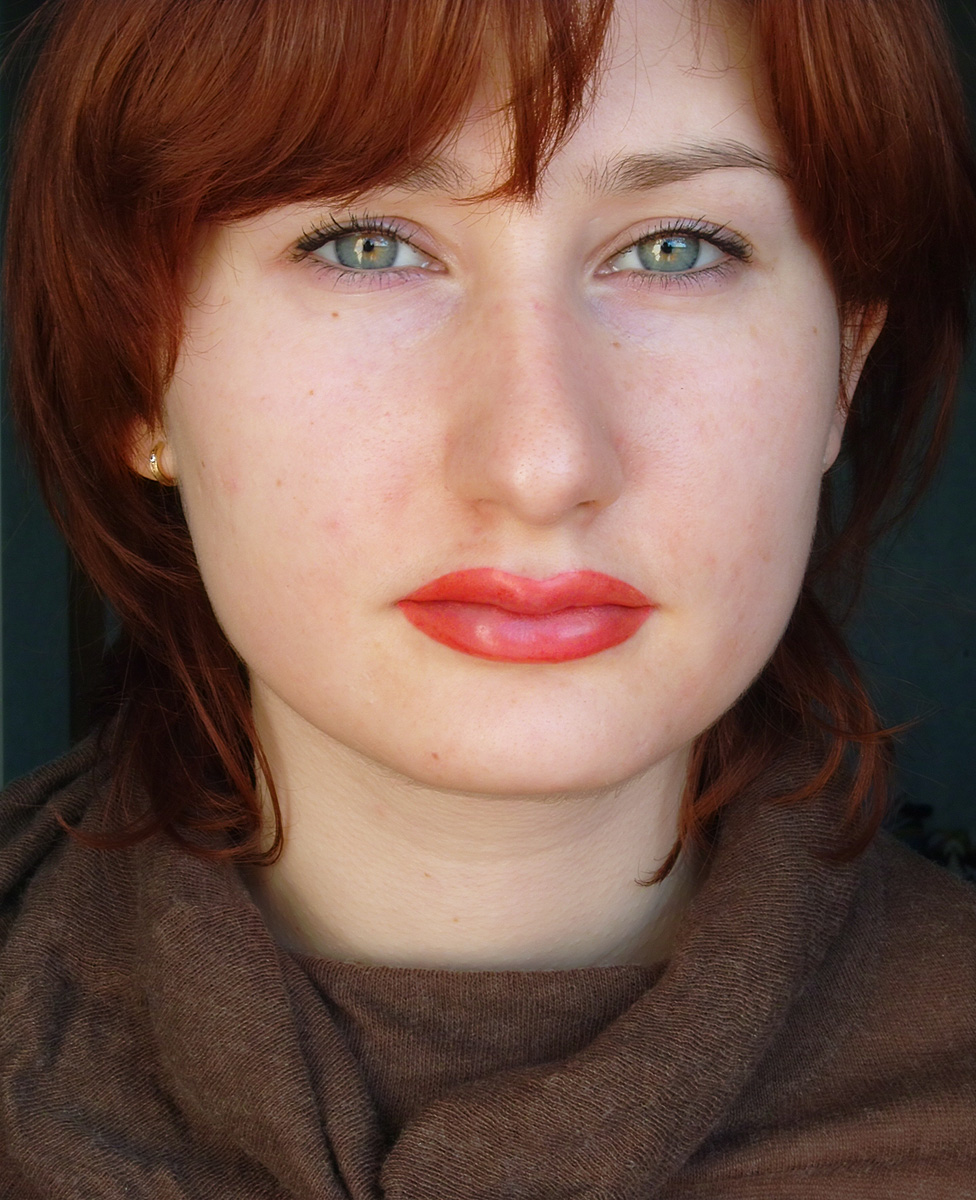
Недавно выполненный перманентный макияж губ

### Постоянные
Наносится под кожу с помощью одной или нескольких игл. При правильном нанесении и использовании качественного пигмента такая татуировка может выцвести, но только в случае её стаpости или пpи непpавильном заживлении.

### Косметические

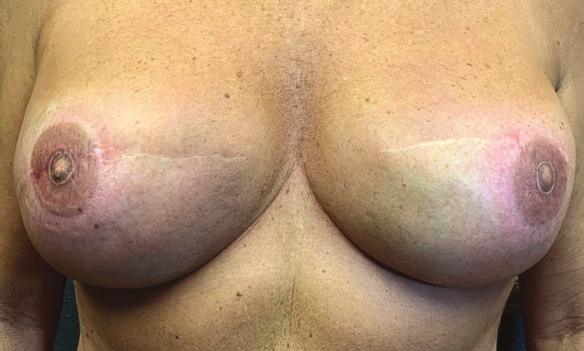
косметическая татуировка сосков на груди, возможно после удаления груди в результате опухоли, грудь восстановлена возможно с помощью силикона или с помощью собственного жира (липофиллинг)

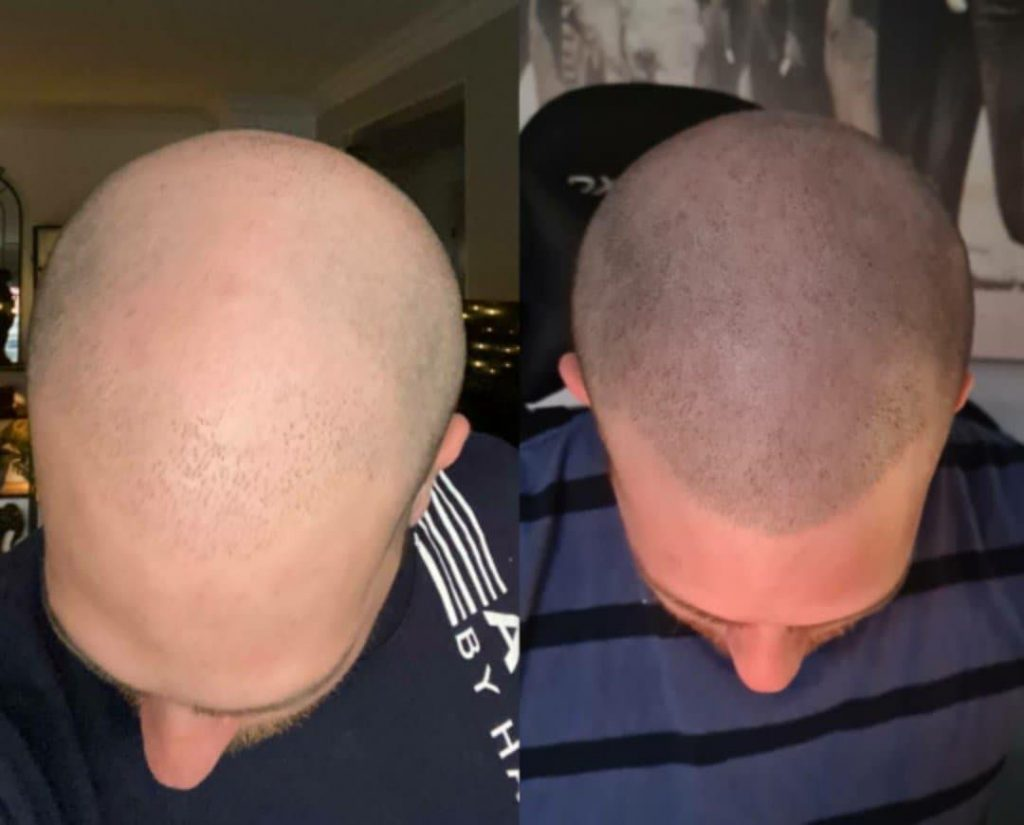
трихопигментация

Татуировки часто используют в косметических целях для ликвидации различных пятен или для нанесения макияжа на лицо — так называемый перманентный макияж. Перманентному макияжу могут подвергаться губы, брови или глаза (веки), шрамы, имитировать румяна и волосы (маскировка шрамов после пересадки волос). Перманентный макияж рассчитан на срок от 1 года до 5 лет.

## Красители и пигменты
Издревле основными красителями являлись минеральные соединения, добываемые из природных ресурсов. В частности, в практике татуирования применялись охра, сажа, каменный уголь, редко киноварь, нередко использовались смеси компонентов.
- Подробнее смотрите Орнамент, Пазырыкская культура, маори.

Средние века с изобретением пороха (дымный порох на основе угля) содействовали появлению тату с применением пороховой смеси, вводимой под кожу. Химическая промышленность современности производит полный спектр синтетических красителей, в частности, для индустрии тату созданы отдельные условия, лаборатории.
- Именно на основе данных качественного тестирования и лабораторных проб, мастера тату настаивают использовать в татуировке салонные и качественные условия, гарантируя безопасность клиента. И категорически против непрофессионального использования некачественных, непроверенных материалов, не дающих гарантий безопасности. Именно поэтому красители и пигменты, используемые в татуировке, гипоалергенны, долговечны и стойки (в плане цвета).

## Риск для здоровья
Нарушение кожного барьера при нанесении татуировок и пирсинге создаёт условия для проникновения патогенных бактерий и вирусов, повышая риск возникновения бактериальных кожных инфекций, гранулём и передаваемых с кровью инфекций, таких как столбняк, стафилококковая инфекция, гепатит и ВИЧ, а также аллергических реакций на красители и инструменты. Особенно нежелательно проведение этих процедур во время беременности из-за риска инфекций и попадания токсичных веществ в организм плода.
Учёные из Европейского химического агентства провели исследование, доказавшее опасность чернил, используемых для татуировок. Краски, используемые для нанесения тату, потенциально токсичны и могут вызвать целый ряд заболеваний, начиная от аллергии и заканчивая раком. Причём наиболее ядовитыми оказались красные чернила, за ними следуют синие, зелёные и чёрные. Белые чернила использующие оксид титана(IV) потенциально канцерогенные.
Даже «временные татуировки» с хной могут вызвать проблемы; они не получили одобрения от Управления по санитарному надзору за качеством пищевых продуктов и медикаментов США. По сообщению Национальной медикаментозной службы Португалии, использование временных смываемых татуировок (био-татуировки) вредно для кожи, так как в состав краски входит парафениленодиамин, который разрешён к применению в строго определённых небольших количествах. Татуировки с применением парафениленодиамина могут вызвать аллергические реакции или экзему.
Увлечение татуировками может привести к тату-зависимости.

## Способы выведения татуировок
Самый распространённый и цивилизованный метод — использование лазера. Механизм действия лазера — фотоакустический: его энергия поглощается так быстро, что клетки не успевают нагреться, расширяются и дробятся на более мелкие частички (это снижает повреждение соседних клеток). По причине сложности удаления чаще всего татуировку перекрывают иным рисунком. Некачественную, надоевшую или плохо сделанную татуировку покрывают заново новым рисунком, который полностью закрывает старый, либо вносят коррективы и исправления. Процесс перекрытия старой татуировки новой называется кавер-ап (англ. cover-up).

### Механический способ
Дермабразия находит применение в тех случаях, когда размеры татуировок сравнительно невелики. К такой операции обращаются и люди, имеющие на коже небольшие дефекты — рубцы, пигментные пятна, оставшиеся после интенсивного воздействия солнечных лучей, и т. п.

### Термический способ
Это процедура удаления постоянных татуировок при помощи лазера. Лазеры позволяют не только избавиться от нательного украшения любой степени сложности, размера, окраски, глубины, но и произвести корректировку татуировок.
Широко распространены q-switched nd-yag лазеры, позволяющие расщеплять пигмент на более мелкие фрагменты, которые впоследствии выходят из организма естественным путём. Выведение таким образом чаще всего не оставляет шрамов. Но не весь пигмент может быть выведен полностью.

### Химический способ
Этот способ предполагает удаление татуировок при помощи каких-либо химических веществ, целью которых является отшелушивание верхних слоёв кожи с частичками красящего вещества (пилинг).